# Ann Bell
Ann Forrest Bell (* 29. April 1938 in Wallasey, Cheshire, England) ist eine britische Schauspielerin.

## Leben
Bell wurde als Tochter von John Forrest Bell und Marjorie Bell (geborene Byrom) geboren. Sie besuchte die Birkenhead High School. Sie war mit dem Schauspieler Robert Lang verheiratet und hatte mit ihm zwei Kinder. Ihr schauspielerisches Schaffen seit Ende der 1950er Jahre umfasst mehr als 100 Produktionen, hauptsächlich Fernsehserien.

## Filmografie (Auswahl)
- 1961: Mit Schirm, Charme und Melone (The Avengers) (Fernsehserie, 1 Folge)
- 1962: Flat Two
- 1965: Geheimauftrag für John Drake (Danger Man) (Fernsehserie, 1 Folge)
- 1965: Die Todeskarten des Dr. Schreck (Dr. Terror’s House of Horrors)
- 1965–1967: Simon Templar (The Saint) (Fernsehserie, 2 Folgen)
- 1966: Der Baron (The Baron) (Fernsehserie, 1 Folge)
- 1966: Der Teufel tanzt um Mitternacht (The Witches)
- 1966: Fahrenheit 451
- 1967: Callan (Fernsehserie, 1 Folge)
- 1967: Die verschlossene Tür (The Shuttered Room)
- 1967: Junge Dornen (To Sir, with Love)
- 1969: Department S (Fernsehserie, 1 Folge)
- 1970: Die Abrechnung (The Reckoning)
- 1991: Inspektor Morse, Mordkommission Oxford (Inspector Morse) (Fernsehserie, 1 Folge)
- 1992–2006: Casualty (Fernsehserie, 3 Folgen)
- 1993: Agatha Christie’s Poirot (Fernsehserie, 1 Folge)
- 1996: Immer wieder samstags (When Saturday Comes)
- 1997: Das Eishaus (The Ice House)
- 1998: Brombeerzeit (The Land Girls)
- 1999–2006: Heartbeat (Fernsehserie, 3 Folgen)
- 2000: Die Villa (Up at the Villa)
- 2001: Inspector Barnaby (Midsomer Murders) Fernsehserie, Staffel 4, Folge 6: Die Frucht des Bösen (Tainted Fruit)
- 2003: The Bill (Fernsehserie, 1 Folge)
- 2005: Doctors (Fernsehserie, 1 Folge)
- 2005: Pierrepoint
- 2007: Waking the Dead – Im Auftrag der Toten (Waking the Dead) (Fernsehserie, 2 Folgen)
- 2015: Kommissar Wallander: Lektionen der Liebe (A Lesson in Love)
- 2015: Kommissar Wallander: Der Feind im Schatten (The Troubled Man)